# منتخب كرواتيا تحت 18 سنة لكرة الطائرة للسيدات
منتخب كرواتيا تحت 18 سنة لكرة الطائرة للسيدات  هو ممثل كرواتيا الرسمي في المنافسات الدولية في كرة طائرة للسيدات تحت 18 سنة .